# Kleiner Rindenräuber
Der Kleine Rindenräuber (Phloeonomus pusillus) ist ein Käfer aus der Familie der Kurzflügler (Staphylinidae).

## Merkmale
Die Käfer erreichen eine Körperlänge von 1,7 bis 2 Millimetern und haben einen stark abgeflachten Körper. Sie sind braunschwarz gefärbt, die Fühlerspitzen und meistens auch der Kopf sind dabei etwas dunkler. Der Halsschild hat seine breiteste Stelle in der Mitte und trägt zwei längliche Eindrücke beidseits der Mitte. Der Hinterleib ist fein punktförmig strukturiert, diese Struktur wird jedoch durch eine ebenso feine Skulpturierung überdeckt. Den ähnlichen Phloeonomus punctipennis kann man anhand seiner rötlichgelben Fühler und der größeren Eindrücke am Halsschild sowie einer stärkeren Punktierung am Hinterleib unterscheiden.

## Vorkommen und Lebensweise
Die Art ist holarktisch verbreitet und kommt in ganz Europa, auch im hohen Norden und auf den Britischen Inseln vor. Man findet die Tiere überwiegend unter der Rinde von Nadelbäumen, vor allem wenn die Bäume mit Borkenkäfern befallen sind, seltener auch unter der Rinde von Laubbäumen wie Birken und Eichen. Sie sind sehr häufig und treten nicht selten auch in Gruppen auf. Sie ernähren sich räuberisch von Borkenkäfern.